# سلطان علی بن محمد باقر
علی بن محمد باقر، فرزند بلا فصل محمد باقر پنجمین امام شیعیان است. در منابع غالباً از او با عنوان سلطان علی یاد می‌شود. براساس برخی از گزارش‌های تاریخی او بنا به درخواست دوستداران اهل بیت از اهالی چهل حصاران و فین کاشان در سال ۱۱۳ ه‍. ق به این منطقه هجرت نمود. علی بن محمد سرانجام در سال ۱۱۶ ه‍.ق به همراه تعدادی از اهالی منطقه توسط نیروهای حکومتی  در دربند ازناوه کشته شد. پیکر او در امامزاده مشهد اردهال در مشهد اردهال به خاک سپرده شد. هر سال در دومین جمعه مهرماه مراسم قالی شویان به یاد وی با عزاداری و نوحه‌خوانی در مشهد اردهال برگزار می‌شود.

## تولد
علی بن محمد فرزند محمد باقر است. شیخ مفید فرزندان محمد باقر را هفت تن می‌داند:
«ابوعبدالله جعفر بن محمد و عبدالله که از ام فروه بنت قاسم بن محمد بن ابی‌بکر بودند و ابراهیم و عبیدالله که از ام حکیم بوده و هر دو در ایام حیات پدرشان وفات کردند. علی و زینب از ام ولد بودند؛ و ام سلمه که مادرش را ام ولد دانسته‌است».

## فرزندان
مصعب زبیری می‌نویسد: «علی بن محمد (باقر) دختری به نام فاطمه داشت که مادرش ام ولد بود و موسی بن جعفر بن محمدباقر با این دختر ازدواج کرد.»
فرزند دیگری نیز از وی بوده‌است که احمد بن علی بن باقر نام داشت. قبر وی در اصفهان در باغ‌هایی قرار دارد که سر راه محله خواجو است.

## توصیف
صاحب ریاض العلماء می‌نویسد: «سید آجل سید علی بن مولانا امام باقر از بزرگان و اکابر فرزندان محمد باقر است و بیان عظمت شأنش نیازی به کلام طولانی ندارد. قبرش در حوالی کاشان و معروف به «مشهد بارکرس» است. گنبد رفیع و عظیمی دارد و جماعتی از علمای شیعه نیز در شأن او فضایلی گفته و دربارهٔ کرامات او و مشهدش حکایاتی دارند.»

## محل دفن
در محل دفن وی اختلاف آرائی وجود دارد. عده‌ای محل دفن وی را در مشهد اردهال (باری کرسف) (امامزاده مشهد اردهال) در ۴۰ کیلومتری غرب کاشان و در مسیر کاشان–دلیجان می‌دانند. حتی کاربرد مشهد برای مقبره وی سابقه طولانی دارد و در کتاب نقض از آنجا با واژه مشهد یاد شده‌است.

## وصایا
وقتی او در لحظه‌های آخر عمرش، چشم گشود، خود را در کنار خواجه ملک شاه دید و گفت:
ای دوست موافق! وصیتی چند دارم، باید به وصایای من عمل کنی:
1. برادرم و نور دیده‌ام (سلطان محمود) از ترس دشمنان در خانه عبدالکریم بارکرسی پنهان شده‌است. کوشش کن او را به مردم چهل حصاران و فین‌رسانی که به وی آسیب نرسد.
2. نامه‌ای به برادرم جعفر صادق عرضه کن و تمام وقایع و شرح غربت و مظلومی مرا بده و ذکر کن که مردم با من چه‌ها کردند و نگذاشتند، یک دفعه دیگر به خدمتت برسم.
3. سلام مرا به دوستان فین و چهل حصاران برسان و بگو قبر مرا در همان محلی قرار دهند که به شما نشان داده‌ام و تخلف نورزند.[۷]

## سرداب
در حرم سلطان علی، سردابی وجود دارد که تقریباً ۶ متر طول و ۳ متر عرض و ۵/۳ متر ارتفاع دارد. دربارهٔ این سرداب و تابوت‌های داخل آن، سخنان زیادی گفته‌اند.
از جمله نقل شده‌است که «در سال ۱۳۱۳ شمسی اعتضاد الدوله، حکمران قم به مشهد اردهال (که از توابع قم بود)، آمد و فرمان داد تا روی سرداب را بشکافند. شخصاً داخل سرداب شده و حدود یکصد تابوت را مشاهده کرد که در هر یک جسدی سالم و از هم متلاشی نشده، در حالی که لباس زندگی به تن داشتند و روی گونه‌های بعضی خون خشکیده نمودار بود، قرار داشت، او وی را از یاران سلطان علی می‌شمارد.»
در سال ۱۳۴۱ شمسی شهاب الدین مرعشی نجفی از این سرداب دیدن کرده‌است، از وی نقل است که:
«در سمت شرقی سراب، متجاوز از یکصد تابوت به اندازه‌های مختلف و رنگهای متفاوت در سه ردیف، روی یکدیگر گذاشته شده‌است که قسمتی از تخته‌های سرِ چند تابوت شکسته‌است و درون هر تابوت جسدی در لباس زندگی، صورت باز و موهای ژولیده نمودار است که با مختصر چیزی که به آن‌ها اصابت کند، مانند پودر بر روی هم فرو می‌ریزد و متلاشی می‌شود، در عقب سرداب زیر دارالحفاظ لوحه‌ای از سنگ نصب و روی آن نام سید رکن الدین مسعود و تاریخ ۹۵۴ حجاری شده‌است».

## قالی شویان
سال‌هاست که مراسم قالی شویان (در نزدیک‌ترین جمعه به روز ۱۷ مهرماه هر سال) به یاد کشته شدن سلطان علی بن محمد به همراه عزاداری و نوحه خوانی در مشهد اردهال برگزار می‌شود.
ممکن است قالب اصلی این مراسم، اندکی تغییر یافته باشد؛ ولی یکی از رسوم سنتی و مذهبی است که سابقه کهنی دارد.
صبح این روز، مردم زیادی از فین، چوب به دست، (چوب‌ها نمادی از سلاح سردی است که اجدادشان با آن به خونخواهی حضرت برخاستند) بر سر چشمه آبی در کنار حرم (یعنی در محل شستن قالی) گرد هم می‌آیند و با شعار «یا حسین»، «یا حسین» به طرف مرقد سلطان علی بن محمدباقر حرکت می‌کنند. آنان در صحن صفا، همراه سایر مردم و با حضور چندین تن از علما و شخصیت‌های مذهبی، مراسم را با تلاوت آیاتی از قرآن آغاز می‌کنند. سپس مردم به نوحه خوانی و عزاداری می‌پردازند و پس از دقایقی چند، اهالی فین، چوب به دست، یکی از قالی‌های داخل حرم را برای شستن از خادمان امامزاده تحویل می‌گیرند. سپس قالی را لوله می‌کنند و بر دوش می‌کشند و با حمایت چوب‌های خود، آن را از صحن صفا خارج و در حالی که عَلَم و کُتَل‌هایی در جلو حمل می‌کنند، حسین، حسین گویان، قالی را به طرف چشمه آبی می‌برند که در ۸۰۰ متری امامزاده (حرم) روان است. بردن این قالی، سَمبُل جریان حرکت دادن جنازه مطهر امامزاده است و پس از دقایقی عزاداری، مراسم پایان می‌پذیرد. همچنین در این مراسم، هزاران تن از مردم، در حالی که بر سر و روی خود می‌زنند با شعارهای گوناگون، چوب به دستان فینی را همراهی می‌کنند.